# Andrena fastuosa
Andrena fastuosa är en biart som beskrevs av Smith 1879. Andrena fastuosa ingår i släktet sandbin, och familjen grävbin. Inga underarter finns listade i Catalogue of Life.